# Jaden Montnor
Jaden Sean Montnor (Amsterdam, 9 agosto 2002) è un calciatore surinamese con cittadinanza olandese, attaccante dell'Arīs Limassol e della nazionale surinamese.

## Carriera

### Club
Ha iniziato la sua carriera professionistica con il St. Pölten, con cui ha esordito il 27 novembre 2021 nell'incontro di 2. Liga vinto 1-0 contro il Rapid Vienna II. Ha segnato il suo primo gol il 23 luglio 2022 in campionato contro il Dornbirn.
Il 4 luglio 2023 è stato acquistato dall'Arīs Limassol.

### Nazionale
Nel 2024 ha esordito in nazionale.
Nel 2025 ha partecipato alla CONCACAF Gold Cup.

## Statistiche

### Presenze e reti nei club
Statistiche aggiornate al 14 dicembre 2023.
| Stagione        | Squadra         | Campionato      | Campionato | Campionato | Coppe nazionali | Coppe nazionali | Coppe nazionali | Coppe continentali | Coppe continentali | Coppe continentali | Altre coppe | Altre coppe | Altre coppe | Totale | Totale | Totale |
| Stagione        | Squadra         | Comp            | Pres       | Reti       | Comp            | Pres            | Reti            | Comp               | Pres               | Reti               | Comp        | Pres        | Reti        | Pres   | Reti   |        |
| --------------- | --------------- | --------------- | ---------- | ---------- | --------------- | --------------- | --------------- | ------------------ | ------------------ | ------------------ | ----------- | ----------- | ----------- | ------ | ------ | ------ |
| 2021-2022       | St. Pölten      | 2L              | 4          | 0          | CA              | 0               | 0               |                    | -                  | -                  |             | -           | -           | 4      | 0      |        |
| 2022-2023       | St. Pölten      | 2L              | 28         | 8          | CA              | 2               | 0               |                    | -                  | -                  |             | -           | -           | 30     | 8      |        |
| 2023-2024       | Arīs Limassol   | A               | 13         | 3          | CC              | 0               | 0               | UCL+UEL            | 4+7                | 1+0                | SC          | 1           | 0           | 25     | 4      |        |
| Totale carriera | Totale carriera | Totale carriera | 45         | 11         |                 | 2               | 0               |                    | 11                 | 1                  |             | 1           | 0           | 59     | 12     |        |

## Palmarès

### Club

#### Competizioni nazionali
- Supercoppa di Cipro: 1

Arīs Limassol: 2023